# Mar Lodj
Mar Lodj (auch Mar Lothie, Mar Lyotch, Mar Loytch oder Mar Lotche) ist Insel der Gemeinde Fimela im westafrikanischen Staat Senegal, die im Saloum-Delta der Region Sine-Saloum liegt.

## Geographische Lage
Die Insel Mar Lodj ist Teil der amphibisch geprägten Mangrovenlandschaft des Saloum-Deltas und liegt unterhalb der Einmündung des Sine in den Saloum am rechten nördlichen Ufer des Saloum-Hauptstroms im Département Fatick der Region Fatick. Zur Insel wird Mar Lodj durch den Marigot de Guilor, der stromabwärts westlich der Insel vom Saloum-Hauptstrom abzweigt, von Westen und Norden um Mar Lodj herum mäandriert und sich zudem oberhalb von Fimela, dem Hauptort der Gemeinde, nach Osten verzweigt und östlich von Mar Lodj ein gut 2000 Meter breites unwegsames Mangovengebiet bewässert. Auch das Südufer der Insel am Hauptstrom ist durch einen reich gegliederten und der Gezeitenströmung unterworfenen Mangrovenbestand mehr oder minder breit gesäumt. Das von den beschriebenen Wasserläufen begrenzte Gebiet umschließt einschließlich der amphibischen Mangrovenzonen eine Fläche von etwa 90 km². Beschränkt auf das nicht dem Gezeitenwechsel unterworfene Gebiet verbleiben rund 50 km² Inselfläche.

## Bevölkerung
Nach dem Zensus 1988 umfasste die Landgemeinde Fimela auf der Insel drei Dörfer mit zusammen 3270 Einwohnern:
- Mar Fafaco 1699 Einwohner
- Mar Lothie 1009 Einwohner
- Mar Soulou 562 Einwohner

Neben dem Christentum und dem Islam praktizieren die Bewohner – oft in synkretistischer Vermischung mit den großen Religionen – traditionelle Religionen. So werden an heiligen Bäumen Opfergaben, wie Hühner oder Palmwein, für die Geister niedergelegt.

## Wirtschaft

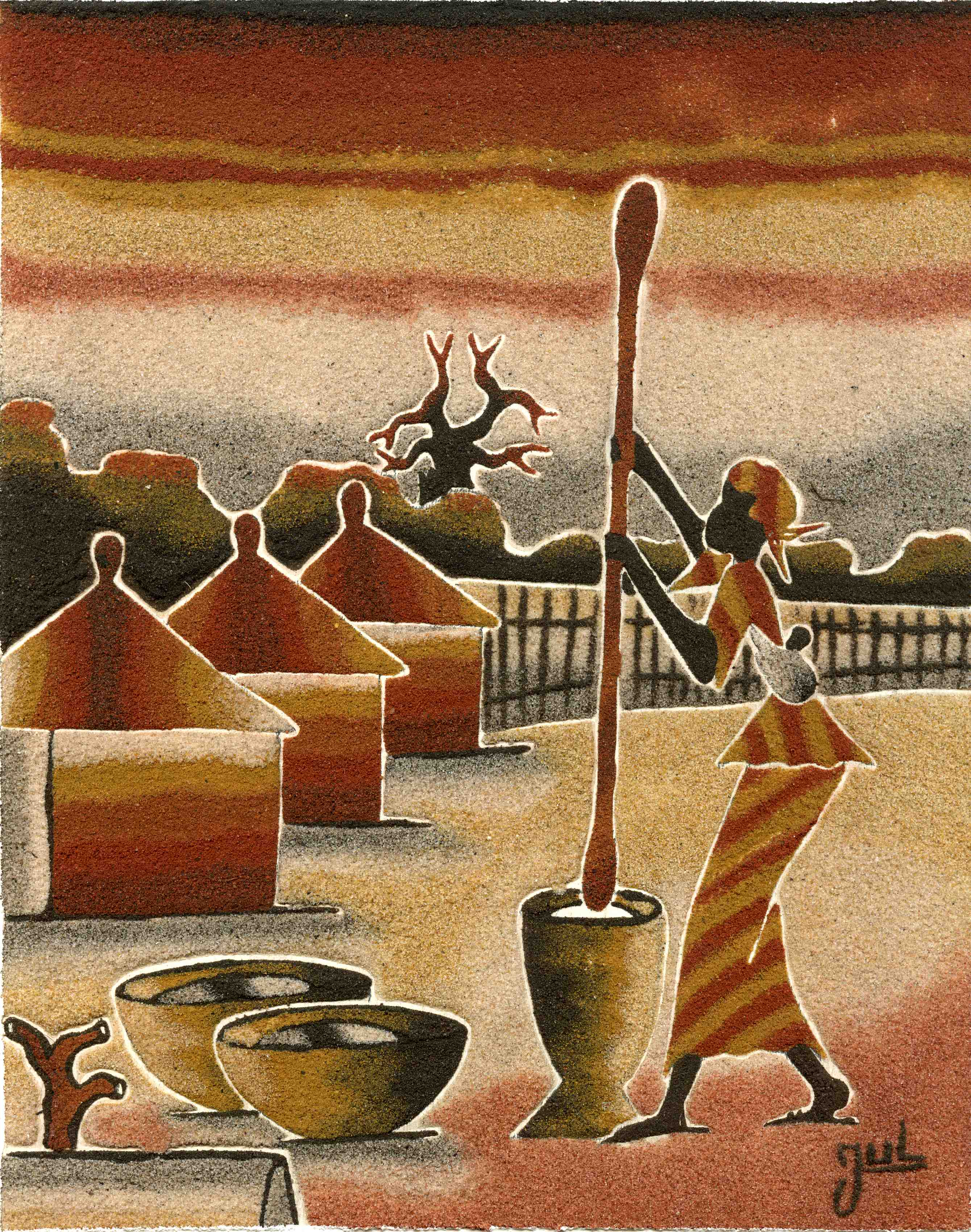
Sandgemälde einer typischen Dorfszene

Die Bewohner leben hauptsächlich von der Landwirtschaft und dem Fischfang, daneben gibt es etwas Tourismus. So werden Reis, Hirse, Erdnüsse, Wassermelonen und Gemüse angebaut. Außerdem halten die Bewohner Kühe, Schweine, Ziegen und Hühner.
Touristen können auf der Insel die artenreiche Vogelwelt und Mangrovenwälder erleben.
Künstler, die von der Insel stammen, sind für ihre Sandgemälde bekannt.